# Luchthaven Matari
Luchthaven Matari (IATA: IRP, ICAO: FZJH) is een luchthaven in Isiro, Congo-Kinshasa.

## Luchtvaartmaatschappijen en Bestemmingen
- Wimbi Dira Airways - Kisangani